# Raa-Besenbek
Raa-Besenbek ist eine Gemeinde im schleswig-holsteinischen Kreis Pinneberg in Deutschland. Spiekerhörn liegt im Gemeindegebiet.

## Geografie und Verkehr
Raa-Besenbek liegt am nordwestlichen Rand des Kreises Pinneberg. Es  gehört zum Amt Elmshorn-Land.

### Nachbargemeinden
Direkt angrenzende Gemeindegebiete von Raa-Besenbek sind:
|                                         | Altenmoor (Kreis Steinburg)                 |          |
| Neuendorf b. Elmshorn (Kreis Steinburg) | Kompassrose, die auf Nachbargemeinden zeigt | Elmshorn |
|                                         | Seester                                     |          |

Der Ortsteil Raa liegt in den Elbmarschen, der Ortsteil Besenbek überwiegend in der Geest. Entsprechend sind die Häuser in Raa entlang eines Hochwasserschutzwalls (Lander) auf Wurten (Warften) gebaut. Im Südwesten des Dorfes, an der Krückau, liegt der Ortsteil Spiekerhörn, früher eine Gebietsenklave Elmshorns. Der Fluss und dessen Uferbereich sind Teil des europäischen NATURA 2000-Schutzgebietes FFH-Gebiet Schleswig-Holsteinisches Elbästuar und angrenzende Flächen. Teile der beiden Landschaftsschutzgebiete Pinneberger Elbmarschen und LSG des Kreises Pinneberg liegen im Gemeindegebiet.
Der Ort ist mit den Buslinien 6500 und 6521 an den öffentlichen Nahverkehr angeschlossen (Stand 2020). Es besteht eine Verbindung nach Elmshorn und Glückstadt.

Die Bundesstraße 431 (Elmshorn-Glückstadt) verläuft durch das Gemeindegebiet.

## Geschichtliches
Die Geschichte des Ortes über die Jahrhunderte ist gekennzeichnet durch den Kampf gegen die Sturmfluten von der Elbe und gegen die Wassermassen aus den Mooren. Deiche und Entwässerungskanäle wurden  gebaut, nach Deichbrüchen ausgebessert, dann wieder verlegt oder ganz neu angelegt.

Die erste Besiedlung erfolgte im 12. Jahrhundert.  Friesen siedelten in Groß Besenbek, Flamen im Raa. Die ersten Deiche wurden gebaut und die bestehenden Wasserläufe reguliert. 1366 wurde der Name Raa erstmals schriftlich erwähnt.

Im Jahre 1578 wurde im Mönklohischen Vertrag die Grenze festgelegt zwischen der schauenburgischen Grafschaft Holstein-Pinneberg und dem Herzogtum Holstein, das unter der Herrschaft des dänischen Königs stand. Diese „Landscheide“ bildet am Nordrand des Gemeindegebiets heute die Grenze zwischen den Kreisen Pinneberg und Steinburg. Es ist ein schnurgerader Damm mit einem Feldweg.

Der im Südwesten gelegene Ortsteil Spiekerhörn, der seit 1938 zu Raa-Besenbek gehört, war früher eine Gebietsenklave Elmshorns. Früher war die Krückau nur bis hier, am Landvorsprung (Hörn) beim Spieker (Speicher), schiffbar.

## Politik

### Gemeindevertretung
- WG: 4
- CDU: 5

Ergebnis der Kommunalwahl vom 14. Mai 2023
| Partei                               | Prozent | Sitze |
| ------------------------------------ | ------- | ----- |
| CDU                                  | 53,3 %  | 5     |
| Wählergemeinschaft Raa-Besenbek (WG) | 46,7 %  | 4     |

### Wappen
Blasonierung: In Grün über zwei schmalen silbernen von fünf goldenen Binsen durchsteckten Wellenbalken ein aus der Mitte nach links verschobener schwebender abgeflachter goldener Hügel, darauf ein nach links versetztes goldenes Bauernhaus in Frontalansicht mit goldenem Tor zwischen zwei schwarzen Türen.

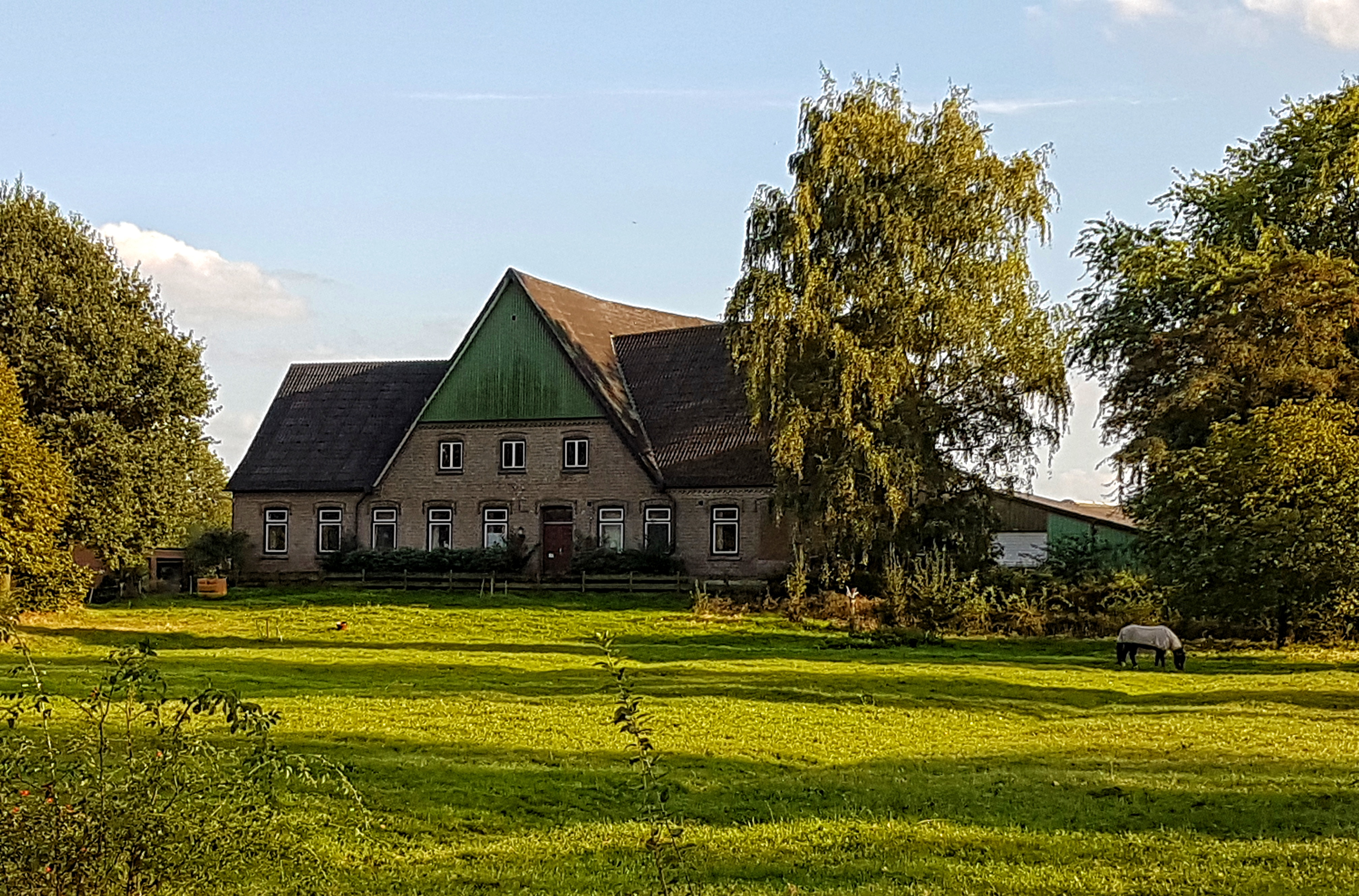
Hallenhaus im Ortsteil Raa

## Kultur und Sehenswürdigkeiten
Im Ortsteil Spiekerhörn liegt einer der kleinsten Friedhöfe Deutschlands.

## Wirtschaft
Die Gemeinde ist überwiegend landwirtschaftlich geprägt.